# Haut de Cry
Le Haut de Cry est un sommet des Alpes situé dans le canton du Valais en Suisse. Il culmine à 2 969 mètres d'altitude.

## Toponymie
Son nom trouve son origine dans « cray » évoquant la pierre. Ce sommet est en effet très pierreux.

## Géographie
Le Haut de Cry est situé sur la rive droite du Rhône, dans les Alpes bernoises. Il domine les villages de Chamoson, Ardon et Vétroz. Il s'agit du point culminant d'une ligne de crête axée du sud-ouest au nord-est, sur laquelle on trouve aussi le mont à Cavouère. Depuis le Haut de Cry cette ligne de crête se dirige vers l'ouest et le Grand Muveran. Ainsi, les pentes nord-ouest du Haut de Cry alimentent la Derbonne, qui rejoint le Rhône par la Lizerne. Sur les pentes sud-est coule le torrent de Cry affluent de la Losentse, elle-même affluent du Rhône.

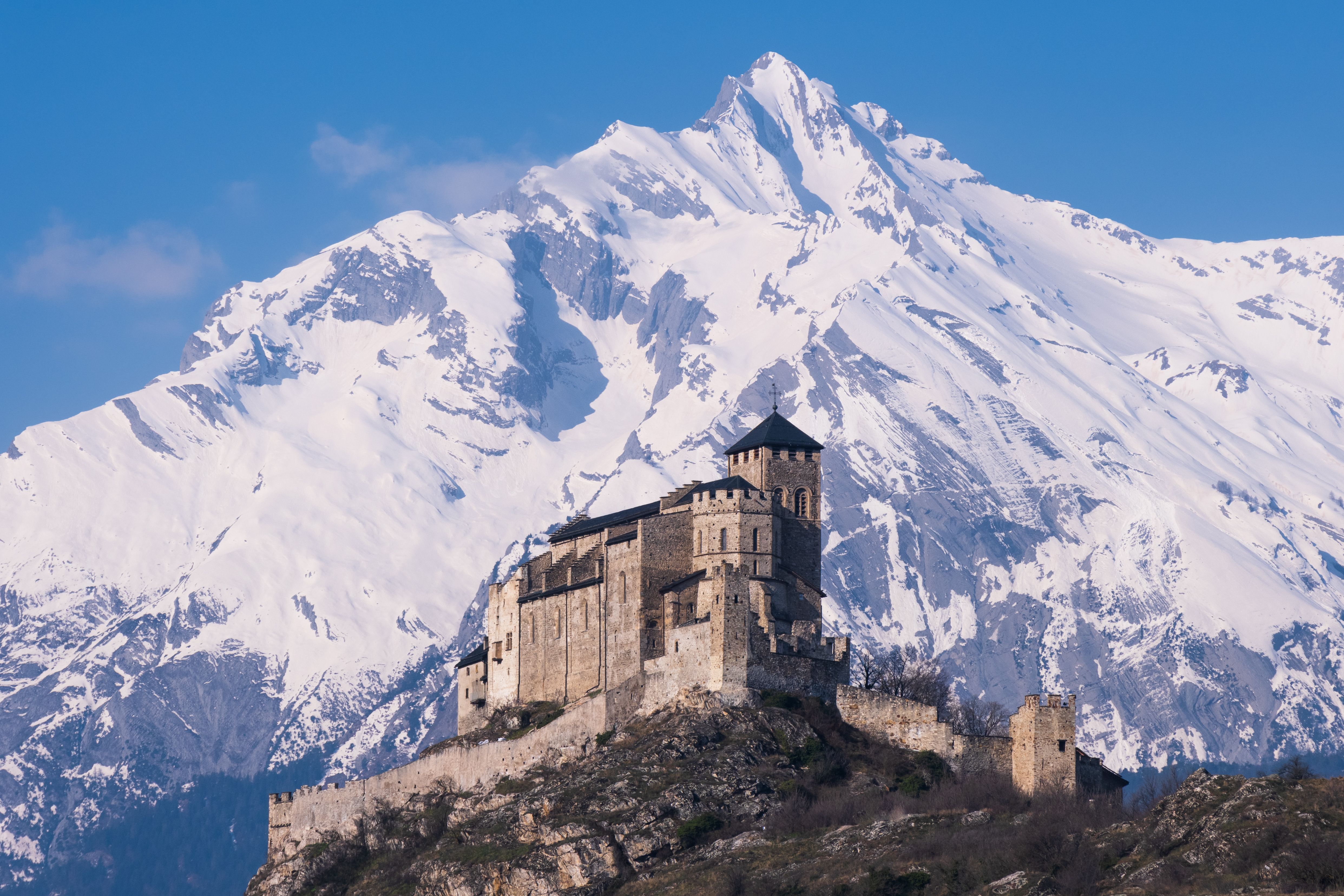
Le château de Valère et le Haut de Cry vus depuis Sion.
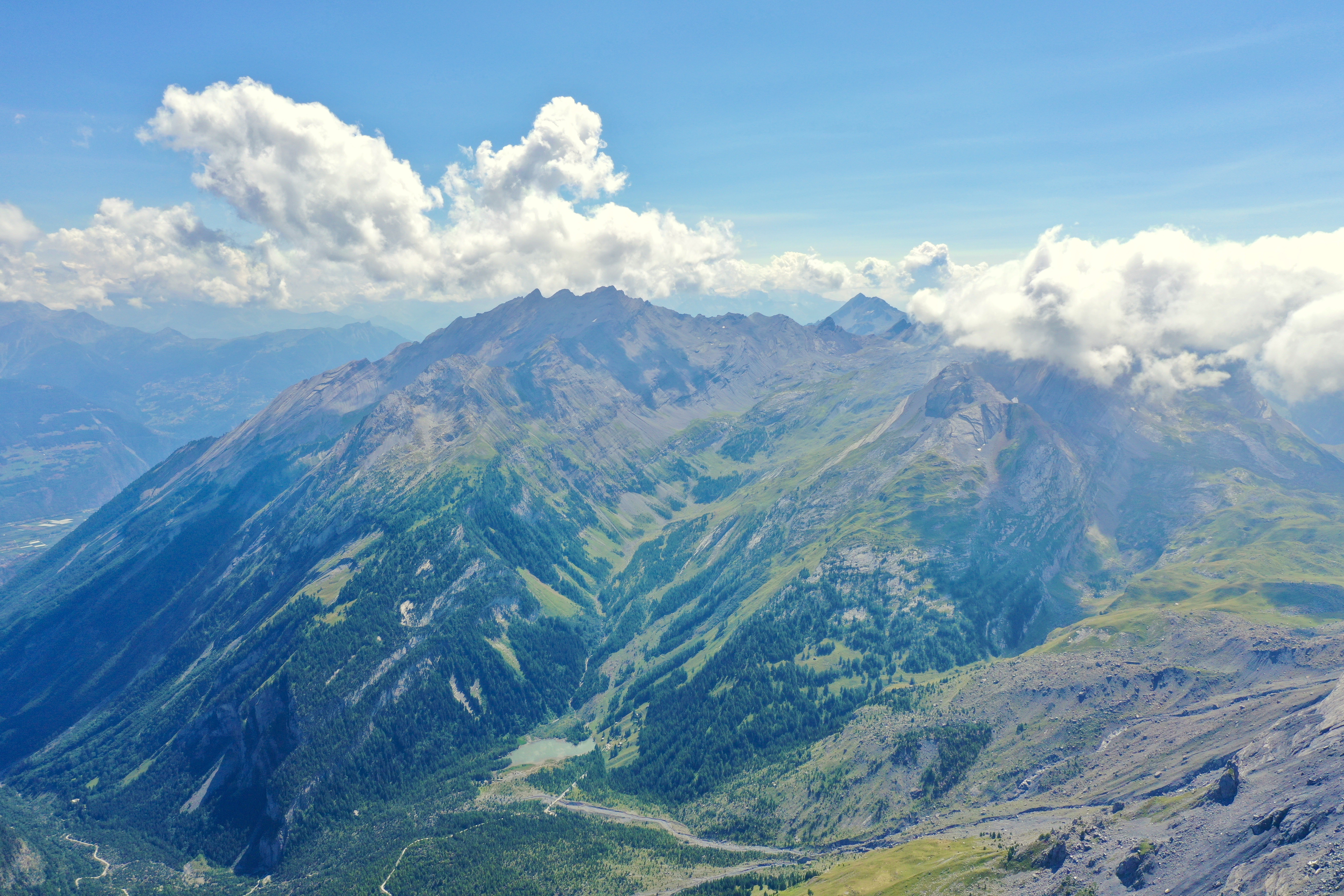
Le Haut de Cry depuis la tour Saint-Martin.

## Histoire
Une précoce tentative d'ascension hivernale en 1864 par Philipp Gosset, Louis Boissonnet et leur guide Johann Joseph Bennen coûta la vie à ces deux derniers. Le récit de ce tragique accident a été publié dans l'Alpine Journal.

## Activités
Sur ses pentes, se trouvent quelques alpages. Au pied des pentes sud-est, on trouve quelques vignes.